# Reprezentacja Barbadosu w piłce siatkowej kobiet
Reprezentacja Barbadosu w piłce siatkowej kobiet to narodowa reprezentacja tego kraju, reprezentująca go na arenie międzynarodowej.

## Udział i miejsca w imprezach

### Mistrzostwa Ameryki Północnej
| Rok  | Kraj              | Miejsce      |
| ---- | ----------------- | ------------ |
| 1969 | Meksyk            | brak udziału |
| 1971 | Kuba              | brak udziału |
| 1973 | Meksyk            | brak udziału |
| 1975 | Stany Zjednoczone | brak udziału |
| 1977 | Dominikana        | brak udziału |
| 1979 | Kuba              | brak udziału |
| 1981 | Meksyk            | brak udziału |
| 1983 | Stany Zjednoczone | brak udziału |
| 1985 | Dominikana        | brak udziału |
| 1987 | Kuba              | brak udziału |
| 1989 | Portoryko         | brak udziału |
| 1991 | Kanada            | brak udziału |
| 1993 | Stany Zjednoczone | brak udziału |
| 1995 | Dominikana        | brak udziału |
| 1997 | Portoryko         | brak udziału |
| 1999 | Meksyk            | 8. miejsce   |
| 2001 | Dominikana        | brak udziału |
| 2003 | Dominikana        | brak udziału |
| 2005 | Trynidad i Tobago | 6. miejsce   |
| 2007 | Kanada            | brak udziału |
| 2009 | Portoryko         | brak udziału |
| 2011 | Portoryko         | brak udziału |

### Igrzyska Ameryki Środkowej i Karaibów
| Rok  | Miasto                     | Miejsce      |
| ---- | -------------------------- | ------------ |
| 1935 | San Salvador               | ?            |
| 1938 | Panama                     | ?            |
| 1946 | Barranquilla               | brak udziału |
| 1954 | Meksyk                     | ?            |
| 1959 | Caracas                    | brak udziału |
| 1962 | Kingston                   | brak udziału |
| 1966 | San Juan                   | brak udziału |
| 1970 | Panama                     | brak udziału |
| 1974 | Santo Domingo              | brak udziału |
| 1978 | Medellín                   | brak udziału |
| 1982 | Hawana                     | brak udziału |
| 1986 | Santiago de los Caballeros | brak udziału |
| 1990 | Meksyk                     | brak udziału |
| 1993 | Ponce                      | brak udziału |
| 1998 | Maracaibo                  | brak udziału |
| 2002 | San Salvador               | 8. miejsce   |
| 2006 | Cartagena de Indias        | 8. miejsce   |
| 2010 | Mayagüez                   | 8. miejsce   |
| 2014 | Veracruz                   | ?            |